# Himmelhøj
Himmelhøj er en naturlegeplads bestående af fire skulpturer i det offentlige rum tæt på Vestamager Station. De er lavet af kunstneren Alfio Bonanno og bestilt af Skov- og Naturstyrelsen.  Hver skulptur eller installation tilbyder en mulighed for oplevelse i naturen meget tæt på byen. 
Bonanno er citeret for at sige at han er inspireret af overgangen mellem land og by. 